# Demonax (Mondkrater)
Demonax ist ein Einschlagkrater im äußersten Südosten der Mondvorderseite, südwestlich des Kraters Hale und nördlich von Scott.
Der Kraterrand ist erodiert, das Innere weitgehend eben mit einem Zentralberg.
Demonax hat vier Nebenkrater:
| Buchstabe | Position           | Durchmesser | Link |
| --------- | ------------------ | ----------- | ---- |
| A         | 79,41° S, 65,85° O | 20 km       |      |
| B         | 81,47° S, 71,92° O | 23 km       |      |
| C         | 80,28° S, 56,14° O | 10 km       |      |
| E         | 78,15° S, 43,04° O | 34 km       |      |

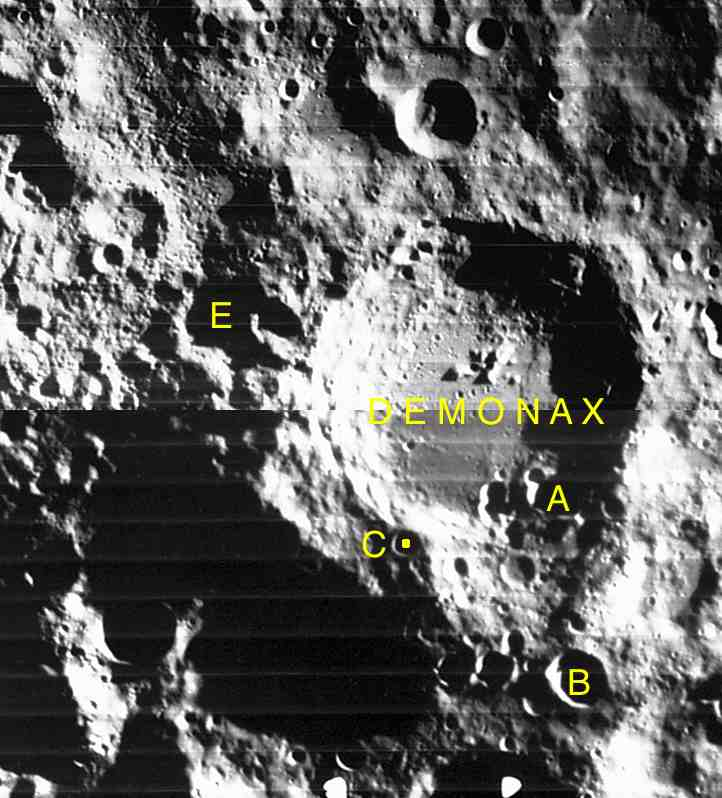
Demonax mit seinen Nebenkratern

Der Krater wurde 1935 von der IAU nach dem griechischen Philosophen Demonax offiziell benannt.